# Capitoliu

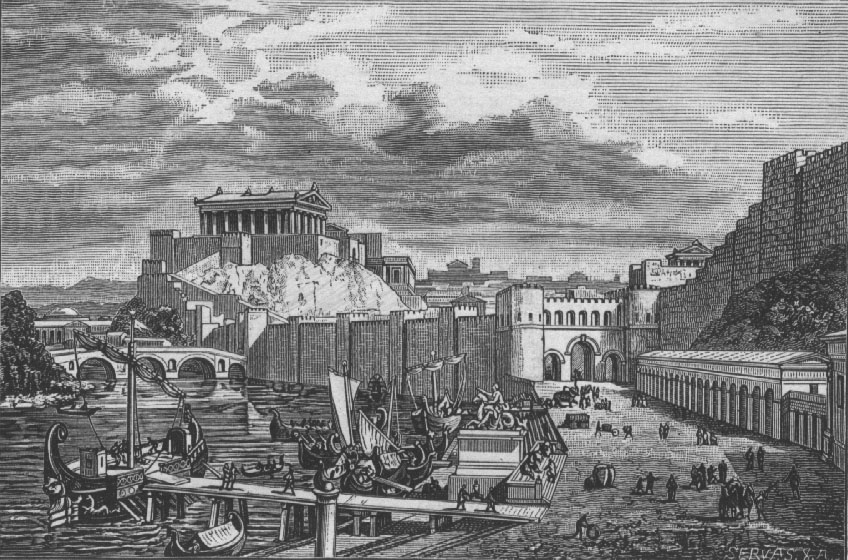
Templul lui Iupiter pe Capitoliu, sub Republica Romană (ilustrație de Friedrich Polack, 1896)

Harta schematică a celor șapte coline ale Romei

Capitoliu (Mons Capitolinus; în italiană Colle Campidoglio) a fost cea mai mică dintre cele șapte coline pe care a fost construită Roma antică și care adăpostea inițial citadela orașului. 

## Descriere
Era centrul religios și al puterii orașului cu templul consacrat triadei Iupiter, Iunona Moneta și Minerva. Prin extindere a sensului, fiecare cetate romană trebuia să aibă propriul său Capitoliu.
Capitoliul este cea mai mică dintre cele șapte coline ale Romei, cu o lungime de 46 de metri și o lățime medie de 180 de metri, aflându-se între Forum Romanum și Câmpul lui Marte. Colina era înconjurată de povârnișuri abrupte pe toate părțile, cu excepția părții de sud-vest., unde era accesibilă din valea Forumului Roman.
Capitoliul a fost fortăreața naturală a Romei. Prin poziția sa strategică în centrul căilor de comunicație terestre și fluviale, dominând pe o parte fluviul Tibru, iar pe alta valea Forumului Roman (Velia), a permis romanilor să controleze traversarea și navigația pe Tibru.